# دم‌بلند نیلگیری
دم‌بلند نیلگیری (نام علمی: Trachypithecus johnii) نام یک گونه از سرده سیاه‌میمون است.